# Minrecordita
La minrecordita és un mineral de la classe dels carbonats, que pertany al grup de la dolomita. S'anomena així per la Mineralogical Record magazine, revista mineralògica publicada dels dels anys 70. Va ser descoberta l'any 1982 i el mineral tipus es conserva a l'Institut de Mineralogia de la Universitat de Bari, Itàlia.

## Característiques
La minrecordita és un carbonat de fórmula química CaZn(CO₃)₂. Cristal·litza en el sistema trigonal. La seva duresa a l'escala de Mohs és 3,5 a 4. Acostuma a aparèixer com a cristalls romboèdrics de 0,5 mm en forma de sella de muntar, sovint fortament torçats.
Segons la classificació de Nickel-Strunz, la minrecordita pertany a «05.AB: Carbonats sense anions addicionals, sense H₂O, alcalinoterris (i altres M2+)» juntament amb els següents minerals: gaspeïta, magnesita, otavita, rodocrosita, siderita, smithsonita, esferocobaltita, ankerita, dolomita, kutnohorita, calcita, aragonita, cerussita, estroncianita, witherita, vaterita, huntita, norsethita, alstonita, olekminskita, paralstonita, baritocalcita, carbocernaita, benstonita i juangodoyita.

## Formació i jaciments
El mineral tipus va ser descrit en un dipòsit polimetàl·lic d'origen hidrotermal. Generalment es troba en les zones d'oxidació com a mineral secundari en mineralitzacions de zinc allotjades en roques carbonàtiques.